# Rio Ariranha
Le rio Ariranha est une rivière brésilienne de l'intérieur de l'État de Santa Catarina. Il appartient au bassin hydrographique de l'Uruguay.
Il naît sur le territoire de la municipalité d'Ipumirim. Il parcourt une cinquantaine de kilomètres vers le sud-ouest avant de se jeter dans le rio Uruguai, non loin de la ville de Paial.